# Сяо Дун
Сяо Дун (кит. трад. 蕭棟; умер в 552 г.) — третий император Лян из Южных династий.

## Жизнеописание
Был внуком основателя династии Сяо Яня. В 531 году после смерти Сяо Туна наследником престола был провозглашен Сяо Ган. В 549 году восставший генерал Хоу Цзин занял столицу, пленил императора Сяо Яня и наследника престола Сяо Гана. После смерти Сяо Яня Хоу Цзин посадил на престол Сяо Гана. В течение всего периода его правления страной фактически руководил Хоу Цзин, а в 551 году последний, планируя занять престол, сначала заставил императора отказаться от власти в пользу его внучатого племянника Сяо Дуна, а затем подослал людей, чтобы убить бывшего императора.
При своем коротком правлении Сяо Дун находился под полным контролем Хоу Цзина. Лишь через два с половиной месяца после восшествия на престол Сяо Дуна Хоу Цзин заставил его передать трон последнему. В 552 году к столице подошли войска под командованием генерала Ван Сенбяня, поддерживавшего Сяо — сына Сяо Яня. Он захватил столицу, убил Хоу Цзина, после чего по приказу Сяо И Сяо Дуна и двух его братьев утопили в Янцзы.

## Девиз правления
- Тяньчжэн (天正), 551